# Sigmund Toman
Sigmund Toman (né Sigmund Jachzel) (Ostrava 1er janvier 1923 - Vevey 9 février 2008), est un juif tchèque, survivant de la Shoah

## Biographie

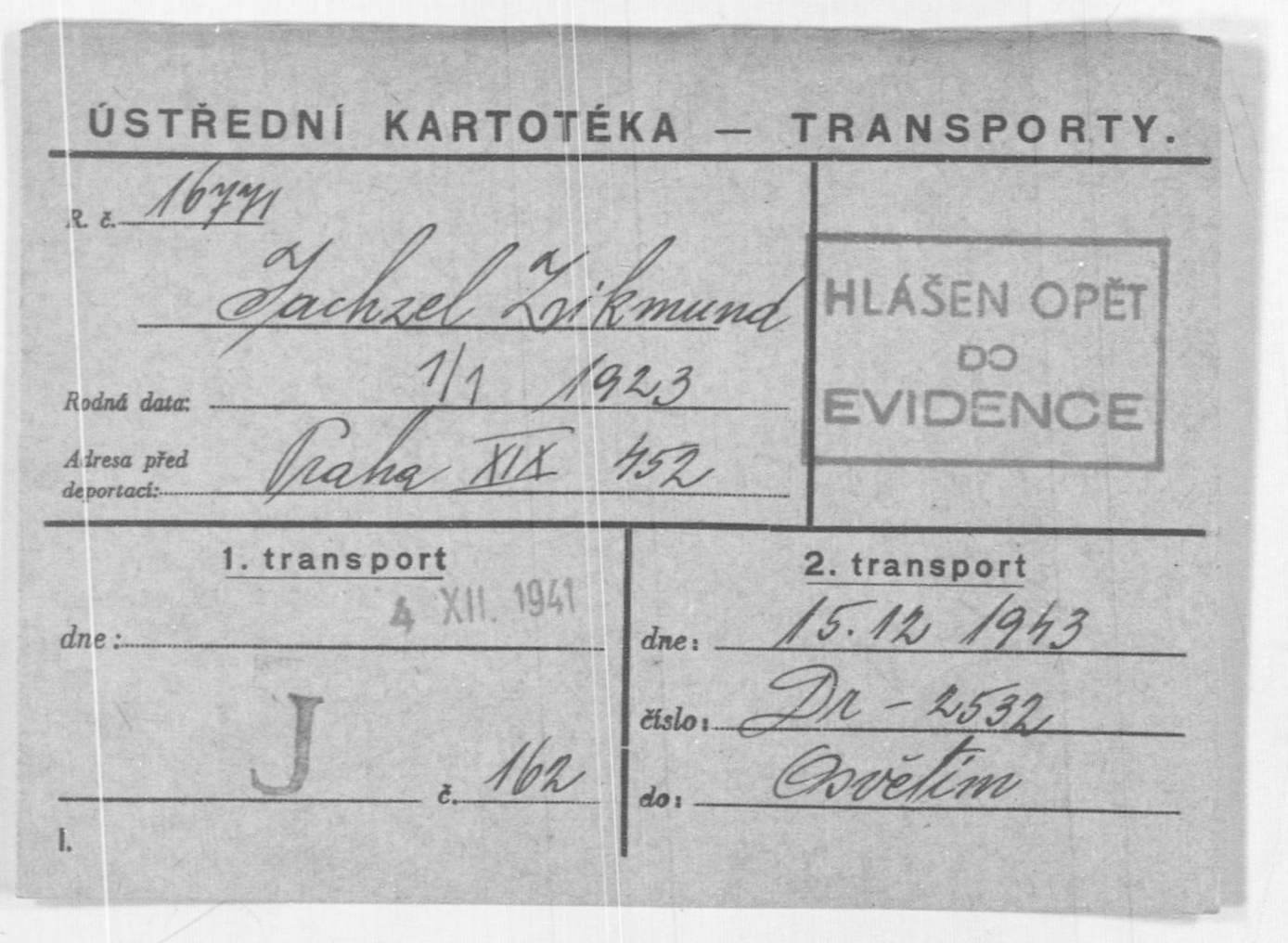
Carte de transport tchèque de Sigmund Jachzel (nom de naissance de Sigmund Toman) en tant que prisonnier du régime nazi

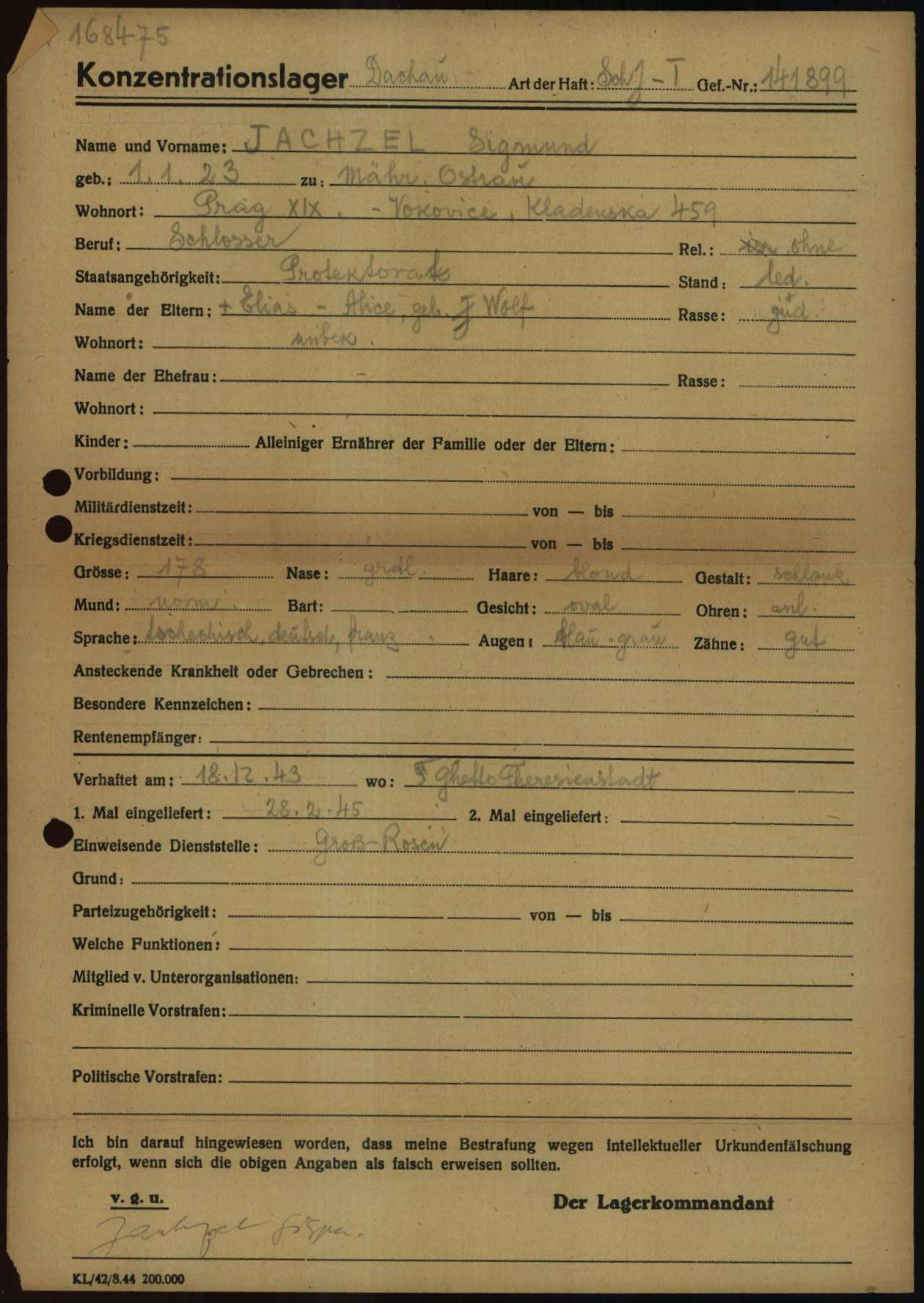
Formulaire d'enregistrement de Sigmund Jachzel à Dachau

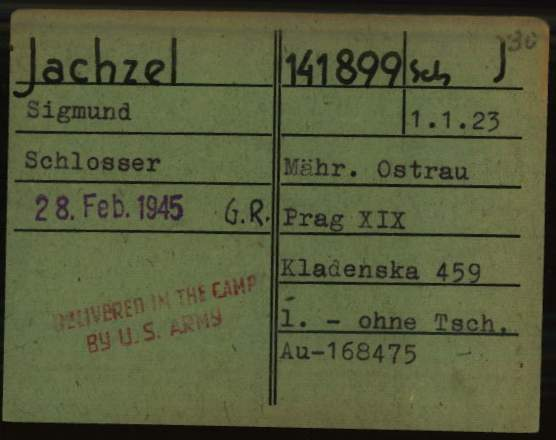
Carte d'enregistrement à Dachau

Juif tchèque, exclu de la vie professionnelle et sociale, sans travail, il s'engage pour la construction du ghetto de Terezín dans la ville de Theresienstadt en décembre 1941, afin de protéger ses parents d'un transport, soit la déportation. Deux ans plus tard, inscrit sur les listes de transport il quitte le ghetto le 15 décembre 1943 et arrive le 18 décembre 1943 à Auschwitz, il y reste jusqu'en juin 1944. Transféré aux camps de Blechhammer et puis de Groß-Rosen, il termine son périple à Dachau, où il contracte le typhus. Sigmund Toman, est libéré et rapatrié à Prague où il est hospitalisé.
Il effectue un séjour de convalescence en Suisse où il se remet du typhus.
En 1950, il part pour la France où il travaille dans la maroquinerie.
À sa retraite, il consacre beaucoup de temps pour témoigner dans les écoles de son expérience pendant la Shoah.